# Bobsleigh nos Jogos Olímpicos de Inverno de 2010 - Equipes masculinas
As competições de equipes masculinas do bobsleigh nos Jogos Olímpicos de Inverno de 2010 foram disputadas no Whistler Sliding Centre em Whistler, Colúmbia Britânica, entre 26 e 27 de fevereiro. 

## Medalhistas
|  | USA Estados Unidos                                         |  | GER Alemanha                                           |  | CAN Canadá                                               |
|  | Steven Holcomb Steve Mesler Curtis Tomasevicz Justin Olsen |  | André Lange Kevin Kuske Alexander Rödiger Martin Putze |  | Lyndon Rush David Bissett Lascelles Brown Chris le Bihan |

## Resultados
| Pos.              | BIB | Atleta                                                                                     | 1ª descida | 1ª descida | 2ª descida | 2ª descida | 3ª descida | 3ª descida | 4ª descida      | 4ª descida | Tempo total | Dif.     |
| Pos.              | BIB | Atleta                                                                                     | ST         | TT         | ST         | TT         | ST         | TT         | ST              | TT         | Tempo total | Dif.     |
| ----------------- | --- | ------------------------------------------------------------------------------------------ | ---------- | ---------- | ---------- | ---------- | ---------- | ---------- | --------------- | ---------- | ----------- | -------- |
| Medalha de ouro   | 1   | USA Estados Unidos (USA-1) Steven Holcomb Steve Mesler Curtis Tomasevicz Justin Olsen      | 4.75       | 50.89      | 4.73       | 50.86      | 4.77       | 51.19      | 4.76            | 51.52      | 3:24.46     | +0.00    |
| Medalha de prata  | 2   | GER Alemanha (GER-1) André Lange Kevin Kuske Alexander Rödiger Martin Putze                | 4.73       | 51.14      | 4.70       | 51.05      | 4.74       | 51.29      | 4.74            | 51.36      | 3:24.84     | +0.38    |
| Medalha de bronze | 7   | CAN Canadá (CAN-1) Lyndon Rush David Bissett Lascelles Brown Chris le Bihan                | 4.78       | 51.12      | 4.72       | 51.03      | 4.77       | 51.24      | 4.76            | 51.46      | 3:24.85     | +0.39    |
| 4                 | 4   | GER Alemanha (GER-2) Thomas Florschütz Ronny Listner Andreas Barucha Richard Adjei         | 4.79       | 51.14      | 4.76       | 51.36      | 4.82       | 51.45      | 4.78            | 51.63      | 3:25.58     | +1.12    |
| 5                 | 10  | CAN Canadá (CAN-2) Pierre Lueders Justin Kripps Neville Wright Jesse Lumsden               | 4.79       | 51.27      | 4.78       | 51.29      | 4.81       | 51.50      | 4.76            | 51.54      | 3:25.60     | +1.14    |
| 6                 | 5   | SUI Suíça (SUI-1) Ivo Rüegg Thomas Lamparter Cedric Grand Beat Hefti                       | 4.76       | 51.31      | 4.71       | 51.13      | 4.77       | 51.70      | 4.77            | 51.57      | 3:25.71     | +1.25    |
| 7                 | 6   | GER Alemanha (GER-3) Karl Angerer Andreas Bredau Alex Mann Gregor Bermbach                 | 4.84       | 51.18      | 4.79       | 51.41      | 4.84       | 51.70      | 4.82            | 51.77      | 3:26.06     | +1.60    |
| 8                 | 11  | RUS Rússia (RUS-3) Yevgeni Popov Alexey Kireev Denis Moiseychenkov Andrey Yurkov           | 4.85       | 51.49      | 4.81       | 51.16      | 4.87       | 51.67      | 4.84            | 51.81      | 3:26.13     | +1.67    |
| 9                 | 19  | ITA Itália (ITA-1) Simone Bertazzo Danilo Santarsiero Samuele Romanini Mirko Turri         | 4.91       | 51.57      | 4.90       | 51.38      | 4.90       | 51.62      | 4.86            | 51.68      | 3:26.25     | +1.79    |
| 9                 | 8   | RUS Rússia (RUS-1) Dmitry Abramovitch Roman Oreshnikov Sergey Prudnikov Dmitriy Stepushkin | 4.80       | 51.32      | 4.76       | 51.40      | 4.83       | 51.78      | 4.80            | 51.75      | 3:26.25     | +1.79    |
| 11                | 12  | LAT Letônia (LAT-1) Edgars Maskalāns Mihails Arhipovs Raivis Broks Pāvels Tulubjevs        | 4.87       | 51.60      | 4.87       | 51.42      | 4.88       | 51.85      | 4.82            | 51.78      | 3:26.65     | +2.19    |
| 12                | 15  | CZE República Checa (CZE-1) Ivo Danilevič Jan Kobián Jan Stokláska Dominik Suchý           | 4.92       | 51.54      | 4.91       | 51.72      | 4.94       | 51.76      | 4.90            | 51.96      | 3:26.98     | +2.52    |
| 13                | 13  | USA Estados Unidos (USA-3) Mike Kohn Nick Cunningham Jamie Moriarty Bill Schuffenhauer     | 4.86       | 51.69      | 4.86       | 51.42      | 4.88       | 52.10      | 4.85            | 52.11      | 3:27.32     | +2.86    |
| 14                | 16  | POL Polônia (POL-1) Dawid Kupczyk Michał Zblewski Pawel Mróz Marcin Niewiara               | 4.87       | 51.94      | 4.87       | 51.96      | 4.91       | 52.35      | 4.89            | 52.28      | 3:28.53     | +4.07    |
| 15                | 14  | ROU Romênia (ROU-1) Nicolae Istrate Ioan Danut Dovalciuc Ionut Andrei Florin Cezar Craciun | 4.93       | 52.05      | 4.90       | 52.00      | 4.91       | 52.34      | 4.92            | 52.50      | 3:28.89     | +4.43    |
| 16                | 25  | CZE República Checa (CZE-2) Jan Vrba Martin Bohmann Ondřej Kozlovský Miloš Veselý          | 4.90       | 52.00      | 4.92       | 52.09      | 4.90       | 52.43      | 4.93            | 52.61      | 3:29.13     | +4.67    |
| 17                | 20  | GBR Grã-Bretanha (GBR-1) John James Jackson Allyn Condon Dan Money Henry Odili Nwume       | 4.85       | 51.53      | 4.85       | 54.29      | 4.86       | 52.24      | 4.90            | 52.15      | 3:30.21     | +5.75    |
| 18                | 24  | SRB Sérvia (SRB-1) Vuk Radjenovic Milos Savic Igor Šarcevic Slobodan Matijevic             | 5.01       | 52.37      | 5.08       | 52.40      | 5.03       | 52.84      | 5.01            | 52.74      | 3:30.35     | +5.89    |
| 19                | 22  | KOR Coreia do Sul (KOR-1) Kang Kwang-Bae Lee Jinhee Kim Donghyun Kim Jung-Su               | 5.11       | 52.76      | 5.09       | 52.53      | 5.13       | 52.92      | 5.18            | 52.92      | 3:31.13     | +6.67    |
| 20                | 21  | CRO Croácia (CRO-1) Ivan Šola Igor Marić Slaven Krajačić Mate Mezulić András Haklits       | 5.03       | 52.58      | 5.04       | 52.69      | 5.17       | 53.15      | 5.11            | 53.11      | 3:31.53     | +7.07    |
| 21                | 23  | JPN Japão (JPN-1) Hiroshi Suzuki Ryuichi Kobayashi Shinji Doigawa Masaru Miyauchi          | 5.00       | 52.09      | 5.03       | 54.16      | 5.04       | 52.53      | 9.99 ! +99.95 ! |            | 2:38.78     | +99.95 ! |
| 99 !              | 3   | USA Estados Unidos (USA-2) John Napier Christopher Fogt Steven Langton Charles Berkeley    | 4.77       | 51.30      | 4.74       | 53.41      | 9.99 !     | DNS        |                 | 9.99 !     | 9:99.96 !   | +99.96 ! |
| 99 !              | 9   | RUS Rússia (RUS-2) Alexandr Zubkov Filipp Yegorov Petr Moiseev Dmitry Trunenkov            | 4.78       | 52.52      |            | DNS        |            |            | 99.97 !         | 99.97 !    | 9:99.97 !   | +99.97 ! |
| 99 !              | 17  | AUT Áustria (AUT-1) Wolfgang Stampfer Christian Hackl Juergen Mayer Johannes Wipplinger    | 4.96       | 53.64      |            | DNS        |            |            | 99.98 !         | 99.98 !    | 9:99.98 !   | +99.98 ! |
| 99 !              | 18  | SVK Eslováquia (SVK-1) Milan Jagnešák Marcel Lopuchovský Petr Narovec Martin Tešovič       | 4.97       | 55.25      |            | DNS        |            |            | 99.99 !         | 99.99 !    | 9:99.99 !   | +99.99 ! |

Legenda
| Recorde mundial      | Recorde mundial (World record)               |                       | Recorde africano                      | Recorde africano (African) |                                           | Q | Classificado por posição (Qualified) |
| Recorde olímpico     | Recorde olímpico (Olympic record)            | Recorde da América    | Recorde da América (Americas)         | q                          | Classificado por melhor tempo (Qualified) |   |                                      |
| Melhor marca do ano  | Melhor marca do ano (World leading)          | Recorde asiático      | Recorde asiático (Asian)              | DNS                        | Não largou (Did not start)                |   |                                      |
| Recorde nacional     | Recorde nacional (National record)           | Recorde europeu       | Recorde europeu (European)            | DNF                        | Não terminou (Did not finish)             |   |                                      |
| Recorde pessoal      | Recorde pessoal do atleta (Personal best)    | Recorde da Oceania    | Recorde da Oceania (Oceania)          | DSQ / DQ                   | Desclassificado (Disqualified)            |   |                                      |
| Recorde da temporada | Recorde da temporada do atleta (Season best) | Recorde sul-americano | Recorde sul-americano (South America) | NM                         | Sem marca (No mark)                       |   |                                      |